# ساختمان قدیم استانداری
ساختمان قدیم استانداری مربوط به دوره قاجار است و در یزد، خیابان امام خمینی، ابتدای خیابان استانداری واقع شده و این اثر در تاریخ ۲۲ خرداد ۱۳۷۹ با شمارهٔ ثبت ۲۷۰۵ به‌عنوان یکی از آثار ملی ایران به ثبت رسیده است. همکنون سازمان میراث فرهنگی ، صنایع دستی و گردشگری یزد در این بنا مستقر می باشد .